# Saksi kommun
Saksi kommun (estniska: Saksi vald) var en tidigare kommun i landskapet Lääne-Virumaa i norra Estland. Byn Moe utgjorde kommunens centralort.
Kommunen  upplöstes och delades den 21 oktober 2005 när större delen fördes till Tapa kommun medan byarna Kiku, Pariisi och Salda fördels till Kadrina kommun.

## Orter
I Saksi kommun fanns 14 byar.

### Byar
- Imastu
- Karkuse
- Kiku
- Loksu
- Lokuta
- Moe (centralort)
- Nõmmküla
- Näo
- Pariisi
- Piilu
- Saiakopli
- Saksi
- Salda
- Vahakulmu